# Dżigdral Jeszie Dordże (2. Dudziom Rinpocze)
J.Ś. II Dudziom Rinpocze (1904-1987), Dżigdral Jeszie Dordże – wielki mistrz tantr i tradycji Dzogczen oraz uznany scholastyk tradycji Ningma buddyzmu tybetańskiego. Urodzony w 1904 roku w płd-wsch. tybetańskiej prowincji Pemako, jednej z 'czterech ukrytych krain" Padmasambhawy, został rozpoznany jako inkarnacja wielkiego tertona Dudzioma Lingpy. Duddziom Rinpocze studiował u najwybitniejszych lamów tego czasu. Stał się sławny w całym Tybecie z powodu wspaniałych duchowych osiągnięć i wielkiej uczoności. Szczególnie sławny był jako wielki Ter ton, którego termy są obecnie w całym tybetańskim buddyzmie szeroko nauczane i praktykowane.
Poeta i autor wielu dzieł o buddyzmie. Wielki terton, odkrywca ukrytych skarbów z naukami wielkich historycznych mistrzów, które Tybetańczycy nazywają termami. Przez czołowych lamów Tybetu uznany został za Mistrza Mistrzów, żywe wcielenie Padmasambhawy. Duddziom Rinpocze był nauczycielem wielu wybitnych, obecnie aktywnych lamów. Niemniej sławny był jako autor wielu pism, dotyczących także polityki, medycyny, astrologii i filozofii. Historyk, twórca encyklopedycznych dzieł "Tradycja Ningma buddyzmu tybetańskiego. Historia i fundamenty tradycji", "Zbiór dzieł zebranych" (Sungbum), nowelizacja "Kanonicznych Nauk Tradycji (Kama) Ningma". Przyczynił się do rozkwitu tradycji Ningma w ostatnim stuleciu. 
Gdy po wydarzeniach 1959 r, napaści Chin na Tybet Tybetańczycy udali się na wygnanie, Dudziom Rinpocze został jednomyślnie wybrany Najwyższą Głową tradycji Ningmapy i sprawował ten urząd do 1987 r. Dudziom Rinpocze był jednym z największych nauczycieli, którzy przenieśli nauki buddyzmu do świata zachodniego w XX w.

## III Duddziom Rinpocze - dwa wcielenia
Po śmierci II Duddzioma Rinpocze rozpoznano jako jego tulku dwóch chłopców. Jeden z nich, Khjabdzie Duddziom Jangsi Rinpocze, został rozpoznany w 1993 roku przez Tare Khandro i potwierdziło go wielu znamienitych lamów szkoły Ningma m.in. J.Ś. Minling Triczen Rinpocze, J.Ś. Penor Rinpocze, Szeczen Rabdziam Rinpocze, Kathok Situ Rinpocze, Czatral Rinpocze, Trinley Norbu Rinpocze oraz ze szkoły Sakja: J.Ś. Sakja Trizin Rinpocze, Dzongsar Dziamjang Khyentse Rinpocze. Drugi kandydat, Tenzin Jesze Dordże Rinpocze, został rozpoznany przez J.Ś. XIV Dalajlamę.

## Literatura
- Dudjom Rinpoche, Nyingma School of Tibetan Buddhism, The Its Fundamentals and History, Wisdom Publications, Somerville, USA, ISBN 0-86171-199-8
- Sogyal Rinpocze, Tybetańska księga życia i umierania, Wydawnictwo Mandala, Warszawa 2005